# Франце Крижанич
Франце Крижанич (словен. France Križanič}; Марибор, 3. март 1928 — Љубљана, 17. јануар 2002) је био словеначки математичар.
Крижанич је дипломирао 1951. а докторирао 1955. на Природно-математичком факултету у Љубљани.